# فرانسوا ارشامبو
فرانسوا ارشامبو ( زاده ۱۳ فوریه ۱۹۶۸ مونترال - کانادا ) نمایش نامه‌نویس معاصر کانادایی است. 

## آثار
- خداحافظ زیبایی (۱۹۹۸)
- ۱۵ ثانیه (۱۹۹۸)
- نوستالژی در بهشت

## سبک آثار
سبک نمایش نامه‌های او کمدی وحشت است.

## منبع
- François Archambault- Adieu beauté- Duchesne Editeur- 2001- Canada